# أدي شير
المطران أَدَّي شِير (بالسريانية: ܐܕܝ ܫܝܪ)‏ (1284 - 1333 هـ / 1867 - 1915 م) كان رئيسا لمطارنة سعرد للكلدان الكاثوليك، ولد في شقلاوة. ثم عين كاهنا سنة 1889 وهو في الثانية والعشرين ومن ثم مطرانا على سعرت سنة 1902. حاول خلال مجازر سيفو إنقاذ رعيته من كلدان سعرت وذلك بدفع خمسة آلاف قطعة ذهبية لحاكم سعرت العثماني غير أن الأخير لم يف بوعده وأمر بقتل سكان المدينة من المسيحيين وقطع رأس المطران في 21 حزيران 1915.

## سيرته

### النشأة
ولد أدي شير في شقلاوة لعائلة مسيحية كلدانية في 3 آذار 1867. وقد كان والده الكاهن القرية ومعلما في مدرستها بنفس الوقت، فكان أدي يعاونه في تدريس السريانية في سن مبكرة. أدت وفاة والدته المبكرة إلى انكفائه على حياة التقشف والرهبانية فانضم إلى مدرسة الآباء الدومنيكان في الموصل في عام 1880 حيث درس السريانية والعربية والفرنسية واللاتينية والتركية فضلا عن اللاهوت والفلسفة. وبعد تسع سنوات، تم رسمه كاهنا فعاد إلى شقلاوا مسقط رأسه مرة أخرى حيث عمل مدرسا في مدرسة الكنيسة.

### حياته الكهنوتية
عين أدي شير لاحقا كمساعد في لأسقف كركوك التعلم كما واتقن في تلك الفترة عدة لغات كالعبرية واليونانية ووالفارسية والكردية كما ألف كتبا بكل من الألمانية والإنكليزية.
في 13 تشرين الأول 1902، انتخب أسقفا على بلدة سعرد، وهو المنصب الذي كان شاغرا لمدة سنتين.
في عام 1908 سافر إلى إسطنبول حيث التقى السلطان العثماني عبد الحميد الثاني. من هناك انتقل روما والتقى البابا بيوس العاشر، ومن ثم لباريس حيث كانت له اتصالات مع مستشرقين فرنسيين كما قام بطباعة بعض أعماله.

### مقتله
في عام 1915، بدأت حملات لتصفية المسيحيين من الأرمن والكلدان/الآشوريين في مناطق شرق الأناضول. حاول أدي شير رشوة حاكم سعرد من أجل السماح بسكان البلدة من المسيحيين بالفرار، غير أن الأخير لم يستجب وأمر بقتلهم. فاختبأ المطران لدى أحد اصدقائه من الأغوات الأكراد عدة أيام قبل أن يعثر عليه.
ويروي شهود عيان أنه تعرض للتعذيب قبل أن يقطع رأسه ويسلم للحاكم تأكيدا على مقتله.

## إسهاماته الأدبية
قام أدي شير بتأليف ونشر عدة كتب ذات مواضيع متنوعة كالتاريخ مثل تاريخ كلدو وآثور بمجلدين وسيرة أشهر شهداء المشرق القديسين بالعربية وكذلك Épisodes de l’histoire du Kurdistan بالفرنسية. وفي مجال اللغة له كتاب الألفاظ الفارسية المعربة.
غير أن إسهامه الأهم كان في دراسة المخطوطات بالمنطقة فكان في طليعة المعنيين بها، إلى جانب نعمان خير الدين الالوسي وداؤد الجلبي.
فقام بتصنيف المخطوطات في سعرت وآمد وماردين والموصل وألقوش كما نقح ونشر مخطوطة سعرت لأول مرة والتي تعود إلى القرن السادس الميلادي. ويروى عنه أنه قضى ساعاته الأخيرة قبل مقتله وهو يحاول عبثا إخفاء مخطوطات دير مار يعقوب.

## وصلات خارجية
- إبراهيم السامرائي. مع كتاب الألفاظ الفارسية المعربة لأدي شير.